# Parageron emeljanovi
Parageron emeljanovi är en tvåvingeart som beskrevs av Zaitzev 1975. Parageron emeljanovi ingår i släktet Parageron och familjen svävflugor.
Artens utbredningsområde är Mongoliet. Inga underarter finns listade i Catalogue of Life.